# Буррон-Марлотт

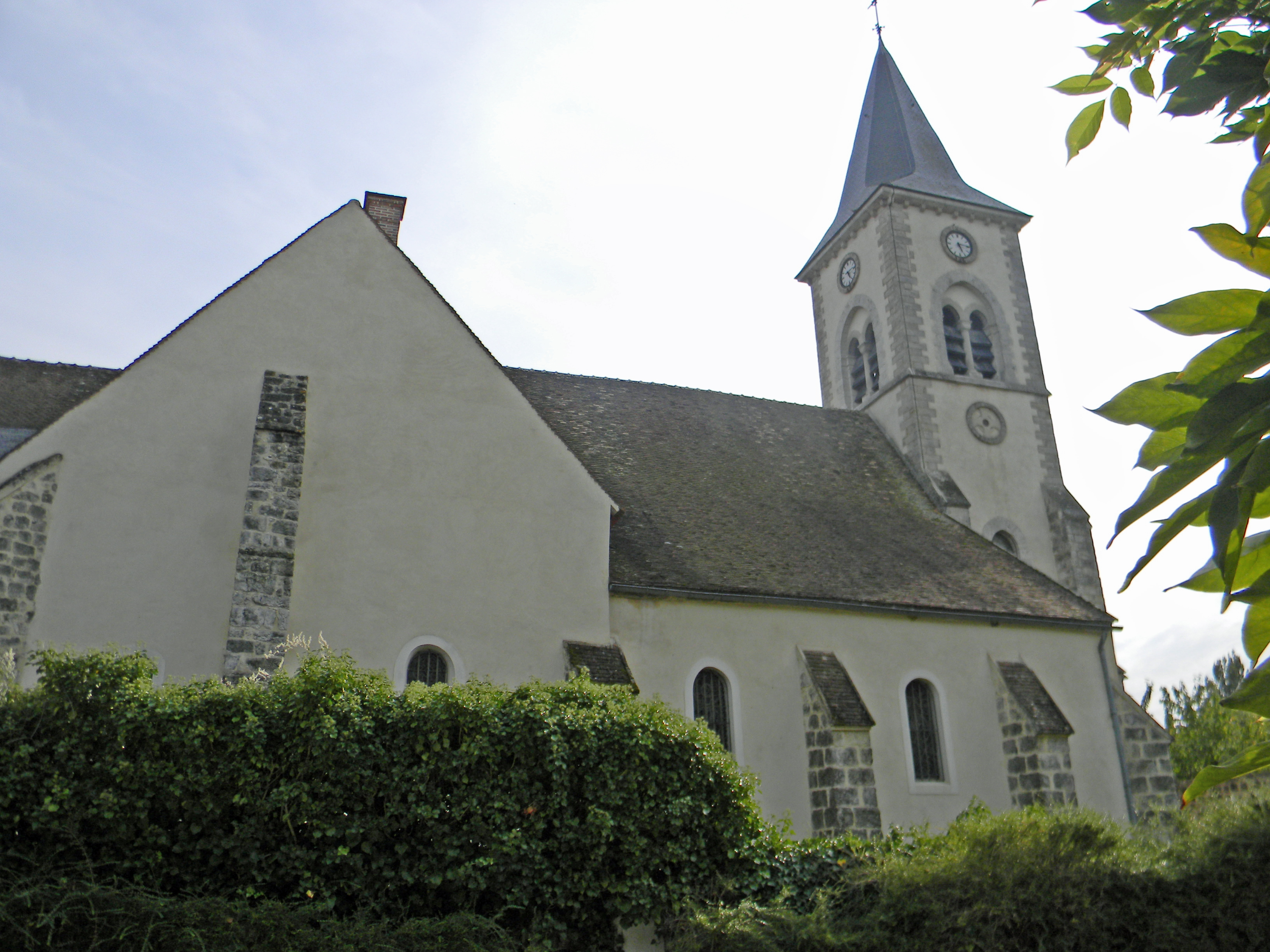

Буррон-Марлотт (фр. Bourron-Marlotte) — муниципалитет во Франции, регион Иль-де-Франс, департамент Сена и Марна.
Население - 2821 жителей (2008).
Муниципалитет расположен в 65 км на северо-восток от Парижа и в 23 км восточнее Мелена.
Географические координаты: 48°20′11.4″ сев. ш. 2°41′53.52″ вост. д. (G)

## Известные персоны
- В Буррон-Марлотт умерли французские живописцы Огюст Аллонже (1833-1898) и Эжен Сисери (1813—1890).
- Мюрже, Анри (1822—1861) — французский писатель и поэт.

## Ссылка
- Буррон-Марлотт